# Saint-Varent
Saint-Varent is een gemeente in het Franse departement Deux-Sèvres (regio Nouvelle-Aquitaine) en telt 2483 inwoners (2005). De plaats maakt deel uit van het arrondissement Bressuire.

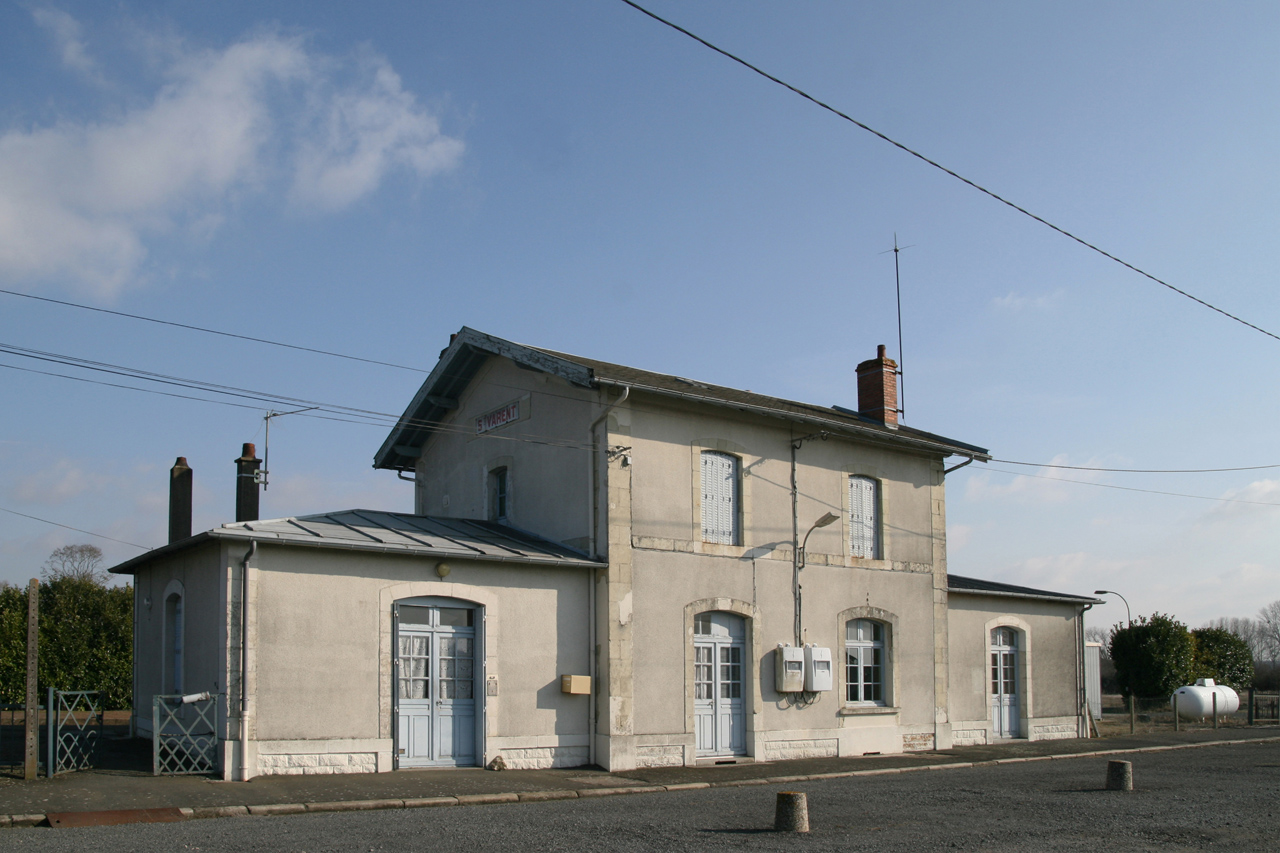
Station van Saint-Varent
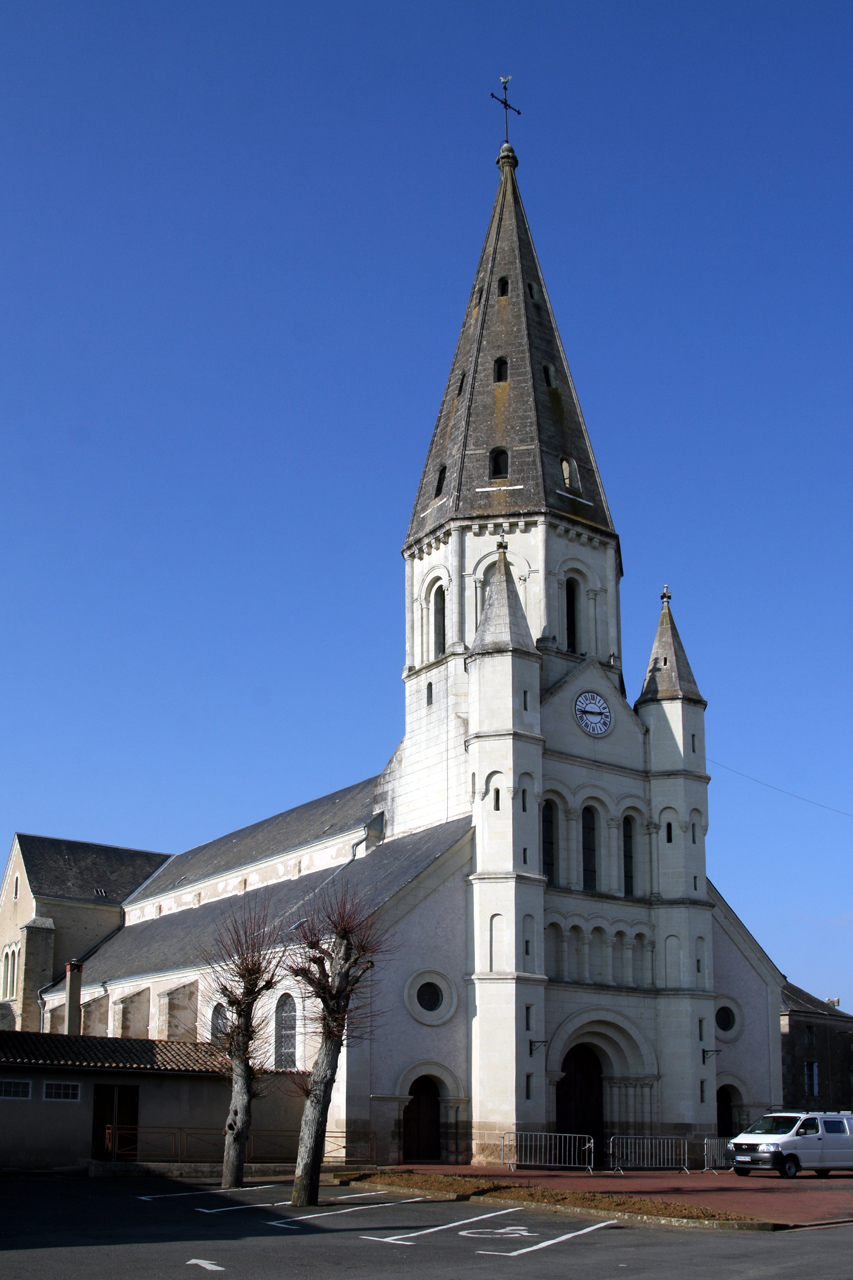
Kerk van Saint-Varent

## Geografie
De oppervlakte van Saint-Varent bedraagt 34,6 km², de bevolkingsdichtheid is 71,8 inwoners per km².
De onderstaande kaart toont de ligging van Saint-Varent met de belangrijkste infrastructuur en aangrenzende gemeenten.

## Demografie
Onderstaande figuur toont het verloop van het inwonertal (bron: INSEE-tellingen).